# Bissone
Bissone (en alemán Byssen) es una comuna suiza del cantón del Tesino, situada sobre el lago de Lugano.

## Geografía
Bissone es una de las siete comunas que forman el círculo de Ceresio, en el distrito de Lugano, junto a las de Maroggia, Rovio, Brusino Arsizio, Arogno y Melano. Limita al norte con el enclave italiano de Campione d'Italia (IT-CO), al este con las comuna de Arogno, al sur con Maroggia, y al oeste -cruzando el puente de sobre el lago- con la comuna de Melide.

## Monumentos históricos
El centro de la ciudad vieja, que forma parte del inventario de sitios protegidos de Suiza, está dominada por una importante plaza rodeada de antiguos palazzi con arcadas frontales. Entre los principales monumentos se encuentran la iglesia de San Carpoforo, atribuida al siglo XVII, y especialmente San Rocco, una deliciosa iglesia barroca del año 1630.

## Contaminación
La comuna es una de las más afectadas de todo el país a causa del ruido y los gases de escape del tráfico vehicular: Diariamente atraviesan la ciudad más de 50.000 vehículos, dada su ubicación estratégica en las comunicaciones terrestres entre Suiza e Italia. 
Existen varios proyectos para cubrir o aislar la autopista que corre sobre el puente de Melide, a fin de evitar los efectos nocivos del intenso y continuo tráfico. 

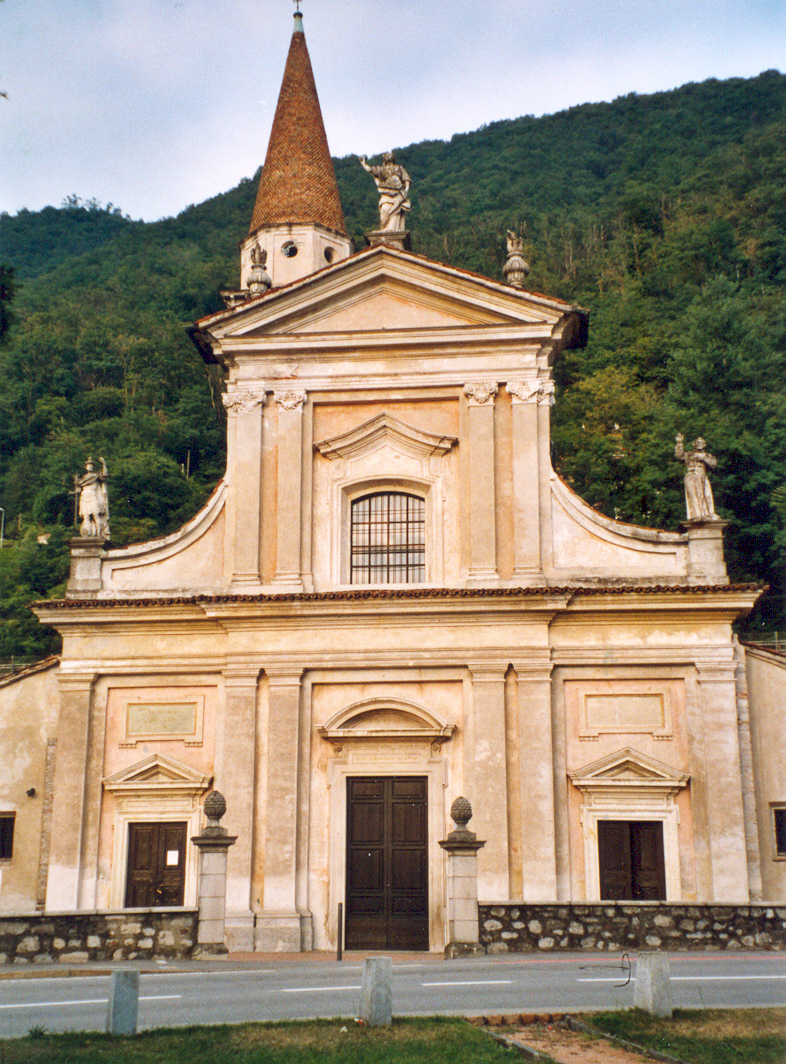
Iglesia San Rocco en Bissone.

## Personas destacadas
- Francesco Borromini, arquitecto y escultor.
- Bernardino da Bissone, escultor.
- Caterina Valente, cantante, bailarina y actriz.
- Stefano Maderno, escultor.
- Gaggini, familia de escultores.
- Francesco Somaini, escultor.
- Carpoforo Tencalla, pintor.